# Carel Jacobs
Carel Wilhelmus Joseph Jacobs (’s-Heerenberg, 26 maart 1909 – Enschede, 24 december 1980) was een Nederlands dirigent, organist, pianist, componist en bestuurder. Hij was de oudste zoon van Anna Bossmann en Joannes Jacobs die kapper en grimeur was in ’s Heerenberg en in zijn vrije tijd muziek beoefende.

## Levensloop
Muziek nam een niet onbelangrijke plaats in tijdens de jeugd van Jacobs. Zijn eerste leraar was zijn vader. Vaak ging hij met hem en zijn jongere broer Frans de cafés af om muziek te maken; Carel op piano, Frans op viool en vader op klarinet. Er werd ook van tijd tot tijd gemusiceerd op het jachtslot van de familie Van Heek, Kasteel Huis Bergh. Alles ging op het gehoor, bladmuziek werd niet gebruikt.
Omstreeks 1922 begeleidde Jacobs geregeld vieringen in de Sint Pancratiuskerk te ’s Heerenberg op het tweeklaviers Maarschalkerweerd orgel. In 1925 ging Jacobs muziek studeren aan de pas opgerichte Utrechtse Kerkmuziekschool, tegenwoordig het Nederlands Instituut voor Kerkmuziek, en kreeg daar o.a. compositie en instrumentatie van Johan Winnubst. Na het behalen van zijn laureaat in 1929 ging Jacobs terug naar zijn ouderlijk huis. Hij wilde orkestdirectie gaan studeren maar daar waren op dat ogenblik geen mogelijkheden voor in Nederland. Eind 1930 werd Jacobs benoemd tot organist aan de Sint Jacobuskerk te Enschede, een stad met een toen al bloeiend muziekleven. Het gemengd koor en het jongenskoor stonden onder leiding van Chris Langefeld. Maart 1936 nam Jacobs dit over omdat Langefeld een baan accepteerde bij de Sint Josefkerk te Enschede. Van 1950 – 1952 was Jacobs verbonden als leraar muziek aan het Gemeentelijk Lyceum te Enschede.
In 1952 accepteerde Jacobs een baan als leraar muziek aan de R.K. School voor Maatschappelijk werk. Daar was hij werkzaam tot 1958, toen hij directeur werd van het nieuw op te richten Muzieklyceum. Daarnaast gaf hij nog drie jaar les aan de R.K. Kweekschool voor kleuterleidsters en leidde hij enkele koren en harmonieorkesten in Enschede, Groenlo en Oldenzaal, waaronder de Leo-harmonie in Enschede en Groenlo. In 1936 werd Jacobs dirigent van de Nijverdalse oratoriumvereniging Soli Deo Gloria, waarmee hij vanaf 1942 een jaarlijkse uitvoering gaf van de Johannes Passion van Bach. Na Jacobs' vertrek zette Ber Joosen deze jaarlijkse traditie voort tot 1985. De vijftigste uitvoering vond plaats in 2003. Van een jaarlijkse voortzetting was trouwens niet direct sprake: de instelling van de zogenaamde 'Kultuurkamer-wet' zorgde voor een voorlopig einde van de geplande uitvoeringen van de Johannes Passion. Het koor en Jacobs, net als zovele andere kunstenaars in Nederland, distantieerden zich van het nazi-manifest. De tweede uitvoering van de Johannes Passion vond daarom ook plaats in 1946 in de gereformeerde kerk te Nijverdal. Tal van prominente zangers en zangeressen haalden Jacobs naar Nijverdal, zoals Aafje Heynis, Jo Vincent, David Hollestelle, Hermann Schey, Lex Karsemeyer, Annette de la Bije en Corry Bijster. In 2018 werd het koor opgeheven.
Jacobs bleek echter meer kwaliteiten op het gebied van organisatie te hebben dan op het gebied van uitvoerend kunstenaar. Ook had hij meer affiniteit met de organisatorische kanten van het muziekleven.

## Bestuurder
Door zijn goede naam die Jacobs in de loop der jaren had opgebouwd als muziekdocent en als inspicient van het muziekonderwijs raakte hij steeds meer betrokken bij het besturen van onderwijsinstellingen. Zo wordt hij in 1951 al vermeld als lid van het stichtingsbestuur van de “Volksmuziekschool”. In 1956 fuseerde de Volksmuziekschool met de nog enig overgebleven privé muziekschool in Enschede, Muziekschool Reyns. Jacobs werd benoemd tot directeur van het nieuwe instituut.
In 1958 ontstond hieruit, in samenwerking met de gemeente Enschede, een nieuwe muziekvakopleiding, Twents Muzieklyceum, met een amateurafdeling en een vakafdeling. In 1965 werd het opgesplitst in Enschedese Muziekschool en Twents Muzieklyceum. Jacobs bleef directeur van het Twents Muzieklyceum. Het verschil met een conservatorium was, dat een conservatorium het recht had om eigen examens af te nemen die leidden tot een overal erkend diploma. Een muzieklyceum kon wat betreft bijvakken alleen examens laten afnemen door een of meer rijksgecommitteerden. In de hoofdvakken moest een staatsexamen worden afgelegd in Den Haag. De eigen docent stond bij een dergelijk examen buitenspel. In 1967 werd de status omgezet in een definitieve erkenning en stonden de diploma's gelijk aan die van een conservatorium. In pakweg elf jaar had Jacobs een volwassen muziekvakopleiding in Enschede uit de grond gestampt. In 1972 werd de naam Twents Muzieklyceum omgedoopt tot Twents Conservatorium.
Jacobs bleek in die periode een kundig bestuurder te zijn. Hij was met letterlijk alles op de hoogte. Hij kon iemand heel goed taxeren en wist precies in welk vierkant bijvoorbeeld een docent thuis hoorde, waardoor die zich verder kon ontplooien. Ook zijn oordeel over studenten was nooit verkeerd. Hij wist mensen op de juiste manier te benaderen en ging conflicten nooit uit de weg. Door zijn enorme mensenkennis wist hij veel voor elkaar te krijgen. Als oud onderwijsman kon hij heel goed met jonge mensen omgaan. Hij was autoritair en hard, maar in zijn uiteindelijke oordeel altijd rechtvaardig. Hij trok niemand voor, ook geen docenten. Van tijd tot tijd ging hij ook op lesbezoek en sloeg daarbij geen enkele docent over. Een soort van functioneringsgesprek volgde dan.
Jacobs haalde ook verschillende prominente musici naar 'zijn' instituut zoals bijvoorbeeld Ton Hartsuiker, Misha Mengelberg, Klaas de Vries, Frans van Doorn en Walter Hekster en introduceerde begin jaren 60 de Methode Kodály, een methode om kinderen snel in staat te stellen om foutloos en zuiver van blad te zingen. Hij reisde daar in 1966 voor naar Boedapest om daar Kodály te bezoeken en zich in zijn methode te verdiepen. Ook organiseerde Jacobs uitwisselingsconcerten met de Westfälische Schule für Musik in Münster, Duitsland, dat door zijn opvolger Geelen uitgebreid werd tot een samenwerkingsverband tussen de twee instituten. Het eerste uitwisselingsconcert vond plaats in het stadhuis van Enschede op maandag 12 juni 1961.
Met de grote veranderingen op maatschappelijk gebied en de algehele mentaliteitsverandering in de jaren 60 had Jacobs als autoritair directeur van de oude stempel, de man die alles zelf regelde en wiens woord wet was, grote moeite. Maar van de andere kant was hij ook weer de 'nieuwerwetse directeur' die Louis Andriessens Orkest de Volharding met Willem Breuker in 1972 naar Enschede haalde voor een 'schoolconcert'.
In 1974 nam Jacobs afscheid van 'zijn' conservatorium wegens het bereiken van de pensioengerechtigde leeftijd. Hij werd opgevolgd door de directeur van de Eindhovense Muziekschool Mathieu Geelen.

## Muziekcriticus
Naast zijn bestuurlijke activiteiten was Jacobs werkzaam als muziekrecensent bij de Twentsche Courant. Zijn recensies geven blijk van inzicht, belezenheid, grondige kennis van zaken en eruditie. Hij kon in zijn recensies snoeihard zijn als een uitvoering hem niet beviel en taande niet om dan man en paard bij naam te noemen. Zijn recensies getuigen ook van een groot muzikaal analytisch vermogen wat hem goed van pas kwam bij het recenseren van nieuwe composities. Maar zijn recensies getuigen ook dat hij niet veel op had met de nieuwe ontwikkelingen op het gebied van de barokmuziek en dan met name de  “authentieke uitvoeringspraktijk” (of historische uitvoeringpraktijk) zoals ze door Nicolaus Harnoncourt en in Nederland door Gustav Leonhardt en Frans Brüggen werden verkondigd. Hij bleef tot 1973 als muziekrecensent verbonden aan de Twentsche Courant.
Carel Jacobs overleed op 24 december 1980, vier maanden na het overlijden van zijn vrouw Mini, in zijn woonplaats Enschede.

## Composities
De meeste composities van Jacobs zijn van religieuze aard en aanvankelijk geschreven in de stijl van de romantiek. Latere werken vertonen sporen van het expressionisme en de Neue Sachlichkeit van Hindemith, een componist die hij erg bewonderde. Het zijn veelal missen en Latijnse teksten die getoonzet zijn voor mannenkoor, kinderkoor of gemengd koor al dan niet a capella, begeleid door orgel of door enkele blaas- of strijkinstrumenten.
Slechts 21 composities zijn volledig en voltooid bewaard gebleven, 25 composities zijn onvoltooid gebleven en 10 composities zijn verloren gegaan. Geen enkele compositie is officieel uitgegeven. Jacobs heeft zichzelf nooit componist genoemd en heeft nooit zijn eigen muziek gepusht. Hij schreef, naar eigen zeggen, 'gebruiksmuziek' of educatieve muziek zoals volksliedbewerkingen voor schoolgebruik. Op het muzieklyceum en later op het conservatorium is nooit een werk van hem uitgevoerd. Hij vond dat niet nodig.